# Hélder Dias
Hélder Dias (1951. június 25. – 2021. augusztus 12.) amerikai nemzetközi labdarúgó-játékvezető.

## Pályafutása

### Nemzeti játékvezetés
Játékvezetésből 1980-ban vizsgázott, 1986-ban lett az I. Liga játékvezetője. Az aktív nemzeti játékvezetéstől 1994-ben vonult vissza.

### Nemzetközi játékvezetés
Az Amerikai labdarúgó-szövetség Játékvezető Bizottsága (JB) terjesztette fel nemzetközi játékvezetőnek, a Nemzetközi Labdarúgó-szövetség (FIFA) 1992-től tartotta nyilván bírói keretében. Több nemzetek közötti válogatott és klubmérkőzést vezetett. Az aktív nemzetközi játékvezetéstől 1994-ben búcsúzott. Válogatott mérkőzéseinek száma: 9.

#### Amerika Kupa
Az Amerikai labdarúgó-szövetség rendezésében az amerikai kupa a labdarúgás népszerűsítésére szolgált. 1992-ben négy nemzet válogatottjának meghívásával kezdődött. A világbajnokságok éveiben nem rendezték meg a tornát. Az utolsó tornát 2000-ben rendezték.

##### 1992 U.S. Cup
| Időpont         | Helyszín                    | Mérkőzés típusa | Mérkőzés            | Eredmény | Nézők száma |
| --------------- | --------------------------- | --------------- | ------------------- | -------- | ----------- |
| 1992. június 7. | Foxboro Stadion, Foxborough | csoportmérkőzés | Írország–Portugália | 2 – 0    | 41 227      |

##### 1993 U.S. Cup
| Időpont          | Helyszín                                       | Mérkőzés típusa | Mérkőzés        | Eredmény | Nézők száma |
| ---------------- | ---------------------------------------------- | --------------- | --------------- | -------- | ----------- |
| 1993. június 13. | Robert F. Kennedy Memorial Stadion, Washington | csoportmérkőzés | Anglia–Brazília | 1 – 1    | 54 118      |

#### Nemzetközi kupamérkőzések
Vezetett Kupa-döntők száma: 1.

##### Olasz-szuperkupa
| Időpont             | Helyszín                                       | Mérkőzés típusa | Mérkőzés           | Eredmény | Nézők száma |
| ------------------- | ---------------------------------------------- | --------------- | ------------------ | -------- | ----------- |
| 1993. augusztus 21. | Robert F. Kennedy Memorial Stadion, Washington | döntő           | AC Milan–Torino FC | 1 – 0    | 25 268      |